# Will Geer
William Aughe Ghere (Frankfort, Indiana; 9 de marzo de 1902 - Los Ángeles, California; 22 de abril de 1978), conocido como Will Geer, fue un actor estadounidense, además de activista social. Es recordado principalmente por encarnar a Grandpa Zebulon Tyler Walton en la serie televisiva de los años setenta The Waltons.

## Primeros años
Su verdadero nombre era William Aughe Ghere, y nació en Frankfort, Indiana. En sus primeros años estuvo muy influenciado por su abuelo, que le enseñó los nombres botánicos de las plantas de su estado natal. Por ello, Geer inició estudios de botánica, obteniendo una maestría en la Universidad de Chicago, centro en el cual fue miembro de la Fraternidad Lambda Chi Alpha. 
Inició su carrera como actor en espectáculos en carpas y en barcos fluviales. Además trabajó en diversos documentales de tendencia izquierdista, narrando, entre otros, el filmado por Sheldon Dick Men and Dust, dedicado a la presencia de silicosis entre los mineros.

## Inicios
Geer hizo su debut en el ambiente teatral del circuito de Broadway en una producción de 1928 de la obra Mucho ruido y pocas nueces. Posteriormente fue Mr. Mister en la pieza de Marc Blitzstein The Cradle Will Rock, y Candy en la adaptación teatral de la novela de John Steinbeck De ratones y hombres, además de participar en numerosas obras y revistas a lo largo de la década de 1940. Además, entre 1948 y 1951 actuó en más de una docena de películas, entre ellas Winchester '73, Flecha rota, y Bright Victory. 
Geer se hizo miembro del Partido Comunista de los Estados Unidos en 1934. Geer también influyó en la actividad de Harry Hay en el partido. En 1934, Geer y Hay apoyaron una huelga sindical en el puerto de San Francisco (California), que duró 83 días y fue un triunfo organizativo, convirtiéndose en modelo de futuras huelgas.
Geer se convirtió en un entregado activista, viajando por campos de trabajo gubernamentales en los años treinta junto a cantantes como Burl Ives y Woody Guthrie (a quien presentó a los diarios People's World y Daily Worker; Guthrie escribiría una columna en el segundo).
En 1956 el dúo lanzó un álbum para el sello Smithsonian Folkways Recordings, con el título de Bound for Glory: Songs and Stories of Woody Guthrie. Geer también habría presentado a Guthrie a Pete Seeger en el evento 'Grapes of Wrath' organizado por Geer en 1940 en beneficio de trabajadores agrícolas emigrados.
Geer hizo teatro de verano en el Pine Brook Country Club de Nichols, Connecticut, con el Group Theatre de Nueva York, estudiando bajo la dirección de Harold Clurman, Cheryl Crawford y Lee Strasberg.

## Lista negra
Geer fue incluido en la lista negra en los primeros años cincuenta por negarse a testificar ante el Comité de Actividades Antiestadounidenses. En ese período se construyó el Will Geer Theatricum Botanicum en Topanga, California, el cual él y su esposa, Herta Ware, ayudaron a financiar. En el Theatricum combinaba sus carreras como actor y botánico, y se aseguró de que todas las plantas mencionadas en las obras de Shakespeare crecieran allí.

## Últimos años
A finales de la década de 1950 e inicios de la de 1960 actuó varias temporadas en el American Shakespeare Festival celebrado en Stratford, Connecticut, lugar donde creó un segundo "Jardín Shakespeare". En esos años también actuaba esporádicamente en el circuito de Broadway, y en 1964 fue nominado al Premio Tony por su trabajo en el musical 110 in the Shade. 
En el cine, en 1972 fue "Bear Claw" en el film de Robert Redford Las aventuras de Jeremiah Johnson.
Geer mantenía un jardín, Geer-Gore Gardens, en su casa de veraneo en Nichols, Connecticut, y a menudo visitaba y colaboraba en las celebraciones locales del Cuatro de Julio.
Geer estuvo casado con la actriz Herta Ware, conocida por su trabajo como la esposa de Jack Gilford en Cocoon (1985). Aunque finalmente se divorciaron, conservaron la amistad durante el resto de sus vidas. Ambos tuvieron tres hijos, Kate Geer, Thad Geer y la actriz Ellen Geer. 
Will Geer falleció en 1978, a causa de una insuficiencia respiratoria, en Los Ángeles, California. Tenía 76 años de edad. Su familia cantó en su lecho de muerte la canción de Guthrie "This Land Is Your Land", y recitó poemas de Robert Frost. Sus restos fueron incinerados, y las cenizas enterradas en el Theatricum Botanicum.
Su muerte ocurrió poco después de completarse la sexta temporada de la serie The Waltons. Por ese motivo se decidió escribir y añadir el fallecimiento de su personaje al guion.

## Vida privada
Según el activista gay Harry Hay, él y Geer fueron amantes. Aunque no hay ninguna evidencia que lo respalde salvo la palabra de Hay, se sabe que en 1934 se conocieron en el Teatro Tony Pastor, donde Geer actuaba. Hay se convirtió en su mentor político. Ambos participaron en una huelga láctea en Los Ángeles, y en 1934 actuaron en apoyo de la huelga general de San Francisco.

## Filmografía
- Misleading Lady (Una mujer caprichosa) (1932)
- Wild Gold (1934)
- Spitfire (1934)
- The Mystery of Edwin Drood (1935)
- Unión Pacífico (1939)
- The Fight for Life (1940)
- Deep Waters (1948)
- The Chevrolet Tele-Theatre (1948)
- Intruder in the Dust (1949)
- Anna Lucasta (1949)
- Lust for Gold (1949)
- Johnny Allegro (1949)
- To Please a Lady (1950)
- Convicted (Drama en presidio) (1950)
- Flecha rota (1950)
- Winchester '73 (1950)
- The Kid from Texas (1950)
- Comanche Territory (Orgullo de Comanche) (1950)
- It's a Small World (1950)
- The Barefoot Mailman (1951)
- Racket Squad (1951)
- The Tall Target (1951)
- Bright Victory (Nuevo amanecer) (1951)
- Double Crossbones (1951)
- Salt of the Earth (La sal de la tierra) (1954)
- Mobs, Inc. (1956)
- Advise and Consent (1962)
- Black Like Me (1964)
- East Side/West Side (1964)
- Plan diabólico (1966)
- The Trials of O'Brien (1966)
- The President's Analyst (1967)
- A sangre fría (1967)
- The Crucible  (1967)
- Garrison's Gorillas (1967)
- Certain Honorable Men (1968)
- Bandolero! (1968)
- Gunsmoke (1968)
- Los invasores (1968)
- Misión: Imposible (1968)
- Run for Your Life (1968)
- I Spy (1968)
- Los rateros (The Reivers), de Mark Rydell (1969)
- Daniel Boone  (1969)
- Then Came Bronson (1969)
- Hawaii Five-O (1969)
- Bonanza (1969)
- Here Come the Brides (1969)
- Mayberry R.F.D. (1969)
- The Moonshine War (El infierno del whisky) (1970)
- Shooting the Moonshine War (1970)
- Pieces of Dreams (1970)
- The Brotherhood of the Bell  (1970)
- De ratones y hombres  (1970)
- The Bill Cosby Show (1970)
- The Bold Ones: The Senator (1970)
- Centro médico (1970)
- Audacia es el juego  (1970)
- Brother John (Como el viento) (1971)
- Sam Hill: Who Killed Mr. Foster?  (1971)
- The Bold Ones: The Lawyers (1971)
- O'Hara, U.S. Treasury ( 1971)
- Alias Smith and Jones (1971)
- Cade's County (1971)
- Love, American Style (1971)
- The Waltons (1972 a 1978)
- Las aventuras de Jeremiah Johnson (1972)
- Napoleon and Samantha (1972)
- The Rowdyman (1972)
- The Scarecrow (1972)
- Sexto sentido (1972)
- Bewitched (1972)
- Acción ejecutiva (1973)
- Isn't It Shocking?  (1973)
- The Gift of Terror (1973)
- Savage (1973)
- Harry O (1973)
- Brock's Last Case  (1973)
- Columbo: A Stitch in Crime (1973)
- Doc Elliot (1973)
- Kung Fu (1973)
- The ABC Afternoon Playbreak (1973)
- Galería Nocturna (1973)
- Hurricane (1974)
- Memory of Us (1974)
- Silence (1974)
- Honky Tonk (1974)
- The Hanged Man (1974)
- The Night That Panicked America  (1975)
- The Manchu Eagle Murder Caper Mystery (1975)
- Dear Dead Delilah (1975)
- Moving Violation (1976)
- Hollywood on Trial (1976)
- Law and Order (1976)
- El pájaro azul (1976)
- Starsky y Hutch (1976)
- The Billion Dollar Hobo (1977)
- The Love Boat (1977)
- Eight Is Enough (1977)
- A Woman Called Moses  (1978)
- Unknown Powers (1978)
- CBS: On the Air (1978)
- The Mafu Cage (1979)

## Discografía
- Folkways: The Original Vision (2005) Smithsonian Folkways
- Ecology Won: Readings by Will Geer and Ellen Geer (1978) Folkways Records
- Woody's Story: As Told by Will Geer and Sung by Dick Wingfield (1976) Folkways Records
- American History in Ballad and Song, Vol.2 (1962) Folkways Records
- Mark Twain: Readings from the Stories and from "Huckleberry Finn" (1961) Folkways Records
- Hootenanny at Carnegie Hall (1960) Folkways Records
- Bound for Glory: Songs and Stories of Woody Guthrie (1956) Folkways Records